# الأمر العام رقم 1
تم صياغة الأمر العام رقم 1 لاستسلام اليابان من قِبل هيئة الأركان المشتركة بالولايات المتحدة ووافق عليه الرئيس هاري ترومان في 17 أغسطس 1945.
تم إصدار الأمر من قبل الجنرال دوغلاس ماك آرثر إلى ممثل الإمبراطورية اليابانية والمقر العام الإمبراطوري الياباني في 2 سبتمبر 1945، والذي أصدر تعليماته للقوات اليابانية بالاستسلام وتعيين قاده متحالفون للكشف عن عمليات النشر العسكرية الحالية والإشراف على عمليات نزع السلاح وتوزيع الأراضي التي احتلتها اليابان على قوات الحلفاء. كان لذلك الأمر فيما بعد تأثيرا كبيرا في تقسيم الكوريتين في خط عرض 38 لتستسلم قوات الشمال إلى القوات السوفيتية في الشرق الأقصى بينما قوات الجنوب إلى القوات الأمريكية في المحيط الهادي، وفقًا للفقرتين (ب) و (هـ) من القسم 1 على التوالي.

## وصلات خارجية
- الأمر العام رقم 1، باللغتي الإنجليزية واليابانية- وزارة الخارجية اليابانية.
- النظام العام رقم 1 (التوجيه رقم 1)، مكتب القائد الأعلى للقوات المتحالفة 1945/09/02.
- نهاية الإمبراطورية: الأمر العام رقم 1.